# آنه والیانت برنت تندی
آنه والیانت برنت تندی (Anne Valliant Burnett Tandy) (زادهٔ ۱۵ اکتبر ۱۹۰۰ – درگذشت اول ژانویه ۱۹۸۰)، اهل فورت ورث، ایالت تگزاس، وارث، دامدار، پرورش‌دهندهٔ اسب، مجموعه‌دار آثار هنری و نوع‌دوست آمریکایی بود.

## اوایل زندگی
آنه برنت در ۱۵ اکتبر ۱۹۰۰ در شهر فورت ورث، ایالت تگزاس چشم به جهان گشود و در آنجا بزرگ شد. پدرش، توماس لوید برنت، صاحب مزرعهٔ Triangle Ranch و شرکت Tom L. Burnett Cattle و مادرش الیو (لیک) برنت بودند. والدینش در سال ۱۹۱۸، زمانی که او هجده‌ساله بود، طلاق گرفتند. پدربزرگ پدری او، ساموئل برک برنت، پس از جنگ داخلی، مزرعهٔ ۶۶۶۶ را در حوالی منطقهٔ گاتری، تگزاس دایر کرد. مادربزرگ ناتنی او، مری کوتس برنت، فردی نوع‌دوست بود که دارایی‌اش را در اختیار دانشگاه تگزاس کریستین در فورت ورث قرار داد.
آن که به دوشیزه آن معروف بود، در کرانهٔ شرقی تحصیل کرد. او تابستان‌ها را در مزرعهٔ پدرش می‌گذراند و در آنجا دامداری را فراگرفت.

## حرفه
در سال 1922، آن در 21 سالگی، مزرعهٔ 6666 را از پدربزرگش به میراث برد. پدربزرگش پیش از وفات، همسرش مری کوتس برنت را از ارث محروم کرده و مزرعه را برای آن برنت گذاشته بود. پدربزرگش 6 میلیون دلار پول نقد نیز برایش برجای نهاد، اما پس از اعتراض مری کوتس برنت به وصیت‌نامه، دادگاه به هر کدام 3 میلیون دلار پول نقد داد، بااین‌حال آن برنت همچنین مالک مزرعه و سهام نفتی باقی ماند. آن پس از مرگ پدرش در سال 1938، دارایی‌های او ازجمله مزرعهٔ Triangle Ranch و بیشتر سهام نفتی را به ارث برد و در نتیجه ثروتش به‌طور قابل‌توجهی افزایش یافت. ارزش دارایی‌های پدرش بیش از 3 میلیون دلار بود.
آن برنت به پرورش‌دهندهٔ سرشناس اسب‌های نژاد کوارتر تبدیل شد. او در سال 1949، اسب معروف Grey Badger را خرید و از اسب‌های مشهوری نظیر Streakin Six, Dash For Cash و Special Effort در مزرعهٔ 6666 نگهداری می‌کرد.
آن برنت عضو هیئت‌مدیرهٔ اولین بانک ملی فورت ورث و عضو نمایشگاه احشام منطقهٔ جنوب‌غربی و همچنین عضو هیئت امنای دانشگاه تگزاس کریستین بود. او اولین زنی بود که به عضویت اتاق بازرگانی فورت ورث و اتاق بازرگانی تگزاس غربی درآمد.

## بشردوستی
برنت یکی از بنیان‌گذاران انجمن اسب نژاد کوارتر بود و در آنجا سمت افتخاری نایب‌رئیس را داشت. او همچنین موزه و مرکز میراث اسب نژاد کوارتر را بنیان نهاد. برنت عضو هیئت امنای موزهٔ آمون کارتر در فورت ورث، موزهٔ هنر مدرن در نیویورک، تالار مشاهیر کابوی‌ها در اوکلاهاما سیتی و انجمن میراث دامداری در لوبوک، تگزاس بود. او به‌عنوان نایب‌رئیس انجمن دامداران تگزاس و منطقهٔ جنوب‌غربی نیز فعالیت نمود. برنت مجموعه‌دار آثار هنری بود و آثار هنرمندانی نظیر پیکاسو، گوگن، ماتیس، کلی، مودیلیانی، نولده، مانزو، میرو و لگر را گردآوری کرد.
پس از مرگ چهارمین شوهرش در سال 1978، او بنیاد منصوب به آن برنت تندی و چارلز دی. تندی را بنا نهاد. این بنیاد به سازمان‌های غیرانتفاعی در منطقهٔ فورت ورث کمک‌های مالی می‌کرد.
آن برنت در سال ۱۹۷۵، جایزهٔ Golden Deeds را از انجمن Exchange Club فورت ورث دریافت کرد.

## زندگی شخصی
آن برنت برای اولین‌بار در سال ۱۹۲۲ با گای واگنر، وارث مزرعهٔ واگنر، پیوند زناشویی بست و در سال ۱۹۲۸ طلاق گرفت. آن‌ها در مزرعهٔ واگنر زندگی می‌کردند و زمانی که به فورت ورث می‌رفتند، در خانهٔ مادر برنت، الیو، واقع در خیابان کرست‌لاین ۴۹۱۰ اقامت می‌گزیدند. واگنر شوهری وفادار نبود؛ یک روز برنت، سوار بر ماشین، تمام دروازه‌های مزرعه را شکست و سپس ماشین را در ایستگاه قطار رها کرد. در سال ۱۹۳۲، او با جیمز گودوین هال ازدواج کرد. آن‌ها در کلیسای پروتستان واقع در خیابان پنجم شهر نیویورک عهد زناشویی بستند. دختر آن‌ها، آن برنت، زادهٔ نوامبر ۱۹۳۸ بود. آن‌ها ساکن خانه‌ای در شهر وستورهیلز بودند که جان اف. استوب آن را طراحی کرده بود. این ملک در اوایل دههٔ ۱۹۵۰ بازسازی شد؛ ویلیام هاینز و ملانی کاهان یک استخر، غرفه سرگرمی مدرن و اتاق بازی را طراحی و به ملک اضافه کردند. مجلهٔ خانه و باغ در شمارهٔ اوت ۱۹۵۶، مقاله‌ای دربارهٔ این ملک منتشر کرد.
پس از طلاق، آن برنت در سال ۱۹۴۲ با رابرت فریری ویندفور ازدواج کرد که رابرت در سال ۱۹۶۴ درگذشت. مادرش، الیو لیک برنت، در سال ۱۹۶۶ چشم از جهان فروبست.
در سال ۱۹۴۴، او حلقهٔ الماس وارگاس را به مبلغ ۴۲۰۰۰۰ دلار از هری وینستون خرید. این حلقهٔ تراش زمرد و ۴۸ قیراطی به‌حدی سنگین بود که وقتی آن را در انگشتش می‌کرد، نمی‌توانست دستش را بلند کند. در سال ۱۹۵۸، وینستون دوباره این حلقه را خرید.
در سال ۱۹۴۹، آن‌ها از فرانک لوید رایت خواستند تا خانه‌ای جدید به‌نام «کرونفیلد» را در محلی در وستورهیلز طراحی کند. این خانهٔ مدرن یک طبقه با ساختاری دایره‌شکل و سازه‌های گنبدی با سقفی طلایی در اتاق نشیمن بود. عدم تمایل رایت به تعبیهٔ تهویهٔ مطبوع، یکی از دلایلی بود که این طرح‌ها هیچ‌وقت اجرا نشدند.
در سال ۱۹۶۹، آن برنت با چارلز تندی، مؤسس شرکت تندی ازدواج کرد.
در اوایل دههٔ شصت، برنت از معمار چینی - آمریکایی، آی.ام. پی، خواست تا خانه‌ای جدید در محل وستورهیلز در فورت ورث، جاییکه پروژهٔ کرونفیلد رها شده بود، طراحی کند. ساختمان بتنی و مرمری ۱۹۰۰۰ فوت مربعی و چشم‌گیر آی.ام. پی - که طراحی آن دو سال و ساختش سه سال طول کشید - در سال ۱۹۶۹ تکمیل شد. این خانه استاندارد جدیدی را در طراحی مسکونی در منطقهٔ دالاس، فورت ورث شکل داد و به جاذبه‌ای توریستی تبدیل شد. برای آن‌که سنگ‌دانه‌های کوارتز و فلدسپات صورتی در معرض دید قرار بگیرند، دیوارهای بتنی خانه را چکش‌کاری کرده بودند. بامی تک‌شیب با نورگیری اُریب که بر فراز ساختمان پذیرایی با کف مرمر قرار گرفته بود، به خانه هویتی خاص می‌داد. مجلهٔ خانه و باغ در شمارهٔ نوامبر ۱۹۷۰، مقاله‌ای دربارهٔ این ملک منتشر کرد. این اولین خانه‌ای بود که آی.ام. پی طراحی کرده بود. آن برنت در سال ۱۹۷۸ بیوه شد.

## وفات و میراث
آن برنت در اول ژانویه ۱۹۸۰ بر اثر سرطان در خانهٔ خود در فورت ورث دارفانی را وداع گفت. او در قبرستان Greenwood Memorial Park در فورت ورث به خاک سپرده شد. دخترش وارث دارایی‌های او بود. برنت پیش از مرگش، در حال مذاکره با معمار مشهور مکزیکی، لوئیس باراگان، برای طراحی خانه‌ای به سبک رنچ بود. او پس از مرگش، در سال ۱۹۹۰ به انجمن اسب‌های نژاد کوارتر و در سال ۲۰۰۲ به موزه و تالار مشاهیر ملی دختر گاوچران راه یافت. در سال ۱۹۹۴ نیز افتخار راهیابی به تالار Great Westerners در موزهٔ ملی کابوی و میراث وسترن نصیب آن برنت شده بود.